# Venø
Venø est une île du Danemark situé dans le Limfjord.